# 히가시야마촌 (도야마현)
히가시야마촌(東山村)은 도야마현 시모니카와군에 있던 촌이다. 현재의 구로베시에 해당한다.

## 역사
- 1940년 4월 1일 - 우라야마촌, 오리타테촌이 합병해 성립하였다.
- 1954년 7월 10일  우치야마촌, 아이모토촌과 합병해, 우나즈키정이 성립하였다.

## 참고문헌
- 『市町村名変遷辞典』東京堂出版、1990年。